# Igreja Evangélica Presbiteriana na Polônia
A Igreja Evangélica Presbiteriana na Polônia  (IEPP) (em polonês:  Kościół Ewangelicko-Prezbiteriański w Polsce) é uma denominação presbiteriana, reformada e conservadora, formada na Polônia, em 2021,  pela união de 4 igrejas presbiterianas, que, por sua vez, surgiram a partir de missões da Igreja Presbiteriana na América, Igreja Presbiteriana Reformada Associada (EUA), Igreja Presbiteriana Internacional e Igreja Evangélica Presbiteriana da Ucrânia.

## História

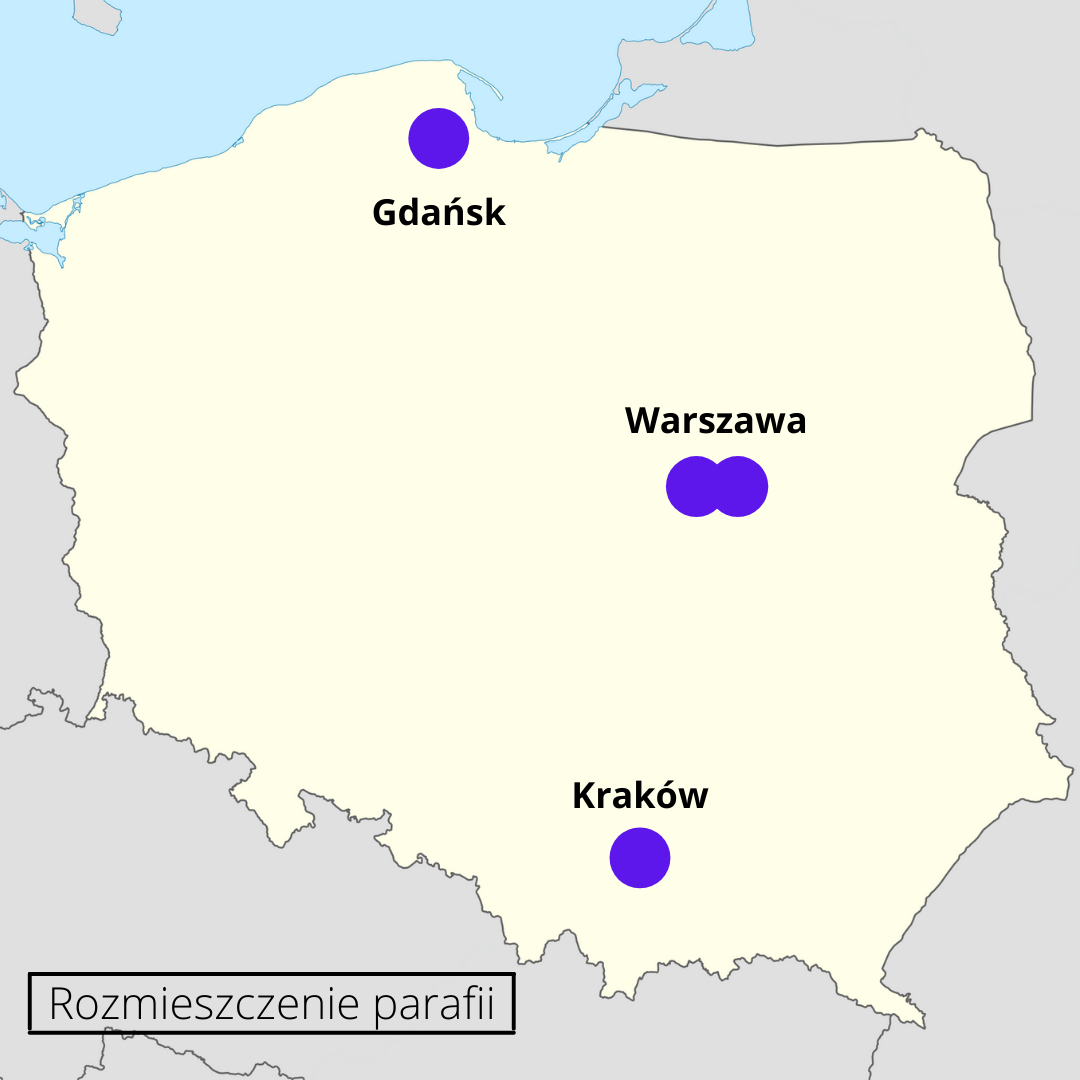
Localização das paróquias da Igreja Evangélica Presbiteriana na Polônia.

### Fundação da Igreja Bom Pastor
Em 1968, o pastor Moner Shaded mudou-se da Síria para a Polônia, com o objetivo de estudar no país. Todavia, casou-se com Stenia Shaded, uma polonesa, e decidiu permanecer no país.
O pastor formou-se em um seminário presbiteriano americano, vinculado à Igreja Presbiteriana na América.
Após retornar à Polônia, em 4 de abril de 1993, fundou a "Igreja Bom Pastor", uma igreja reformada, à época independente, em Varsóvia.

### Igreja Cristo Salvador
Em 2015, foi fundada, em Cracóvia, a Igreja Cristo Salvador, através do trabalho missionário da Igreja Evangélica Presbiteriana da Ucrânia. 
Posteriormente, a igreja passou a receber auxílio da Missão Para o Mundo, a agência missionária da Igreja Presbiteriana na América, para evangelismo e discipulado.

### Igreja do Redentor
Em 2017, através do trabalho missionário da Igreja Presbiteriana Reformada Associada (EUA) foi formada a Igreja do Redentor, em Varsóvia.

### Igreja da Santíssima Trindade
Em 2020, um grupo de estudos do Breve Catecismo de Westminster, sob supervisão da Igreja Presbiteriana Internacional, deu origem a uma nova igreja reformada em 
Gdansk, denominada Igreja da Santíssima Trindade.

### Constituição da Igreja Evangélica Presbiteriana na Polônia
Em 19 de abril de 2021, as 4 igrejas presbiterianas se uniram e constituíram a Igreja Evangélica Presbiteriana na Polônia.
A denominação foi estruturada como um presbitério nacional, com cada uma das igrejas dando origem a uma paróquia. 

### Invasão Russa da Ucrânia
Após a invasão da Ucrânia pela Rússia, em 2022, as igrejas da denominação, sobretudo na Cracóvia, receberam grande influxo de refugiados ucranianos. 
Os refugiados foram acolhidos pela igreja e serviços religiosos específicos para os ucranianos foram desenvolvidos.

## Doutrina
A IEPP subscreve a Confissão de Fé de Westminster, o Breve Catecismo de Westminster e o e Catecismo de Heidelberg e se diferencia da Igreja Evangélica Reformada na República Polonesa (IERRP) porque esta permite a pedocomunhão, enquanto aquela proíbe.

## Relações Inter eclesiásticas
A denominação é membro da Fraternidade Reformada Mundial. Além disso, faz parte da Aliança Evangélica na República Polonesa.
Os pastores da denominação são formados no Seminário Evangélico Reformado da Ucrânia, que é administrado pela União das Igrejas Evangélicas Reformadas da Ucrânia